# Maria Dutli-Rutishauser
Maria Dutli-Rutishauser (* 26. November 1903 in Obersommeri als Maria Rutishauser; † 9. September 1995 in Münsterlingen) war eine Schweizer Schriftstellerin.

## Leben
Maria Dutli-Rutishauser entstammte einer katholischen Familie; der Vater war Landwirt und Gemeindeammann. Sie wuchs mit sieben Geschwistern auf, besuchte die Volksschule in Sommeri und ein Mädcheninternat in Ingenbohl. 1927 heiratete sie den Bankangestellten Josef Ulrich Dutli. Das Ehepaar liess sich in Steckborn nieder; aus der Ehe gingen sechs Kinder hervor. Maria Dutli-Rutishauser widmete sich vorwiegend der Erziehung ihrer Kinder, unternahm aber auch Reisen nach Italien und Nordafrika.
Maria Dutli-Rutishauser lieferte Beiträge für das Radio und diverse Zeitschriften. Seit Beginn der 1930er Jahre veröffentlichte sie Romane, Jugendbücher und Hörspiele. Ihr Werk, das überwiegend der Heimatliteratur zuzurechnen ist, ist geprägt vom christlichen Glauben der Autorin, die sich auch in der Geistigen Landesverteidigung engagierte. Die gebürtige Thurgauerin drückte ihre Heimatverbundenheit u. a. im Hörspiel Das Thurgauerlied aus. Einige von Dutli-Rutishausers Werken wurden ins Französische und Niederländische übersetzt. Am bekanntesten wurde ihr Bruder-Klaus-Roman 
Der Hüter des Vaterlandes, der auch am meisten übersetzt wurde.

## Werke
- Der schwarze Tod, Frauenfeld 1930
- Durch’s heimatliche Land, Einsiedeln [u. a.] 1931
- Das Haus der Ahnen, Olten [u. a.] 1932
- Klänge aus dem Süden, Einsiedeln [u. a.] 1932
- Das alte Lied, Einsiedeln [u. a.] 1933
- Heilige Erde, Einsiedeln [u. a.] 1933
- Die Leute von Feldbach, Einsiedeln [u. a.] 1934
- Der Hüter des Vaterlandes, Einsiedeln 1935
- Sturm über der Heimat, Einsiedeln 1937
- Das Volk vom Rütli, Einsiedeln 1939
- Theodul Biners Treue, Einsiedeln [u. a.] 1941
- Von Lausbuben und Mädchen, Sonderlingen und Helden, Einsiedeln 1941
- Der Feldzug der Liebe, Einsiedeln [u. a.] 1942, untertitel: Roman eines Lebens, über das Leben: Maria Theresia Scherer
- Besiegtes Leid, Luzern 1944
- Die Fahne der Geschlagenen, Einsiedeln [u. a.] 1945
- Gian Gaudenzi, Einsiedeln [u. a.] 1946
- Die goldene Kette, Einsiedeln 1948
- Die Nachfahren des seligen Herrn Johannes, Einsiedeln [u. a.] 1948
- Ein glücklicher Mensch, Einsiedeln [u. a.] 1951
- Das Wunder der goldenen Schuhe und andere Legenden, Rottenburg/Neckar 1954
- Briefe aus der Zelle, Gütersloh 1956
- Die Magd, Gütersloh 1956
- Weiter als die Erde reicht, Zürich 1959
- Der Weg zu Isabelle, Rottenburg/Neckar 1962
- Antlitz der Heimat, Konstanz/Bodensee 1963
- Unterwegs zu Moscheen und Steppen, Rottenburg/Neckar 1963
- Streifzüge durch Marokko, Zürich 1964
- Cäsar und andere Tiergeschichten, Zürich 1967
- Der Hungerstreik und andere Erzählungen, Zürich 1968
- Niklaus von Flüe, Zürich 1969
- Der seltsame Rosenstock und andere Legenden, Zürich 1969
- Wo sind wir daheim, Ruit (bei Stuttgart) 1973
- Hei! Das waren Ferien! Egg bei Zürich 1974
- Die patente Großmutter, Ostfildern 1975
- Alles Lebendige lebt von der Liebe, Ostfildern 1977
- Jakobea, die Magd, Ostfildern 1981
- Geschenkte Zeit, Zürich 1991